# Préaux-Bocage
Préaux-Bocage település Franciaországban, Calvados megyében. Lakosainak száma 113 fő (2022. január 1.). Préaux-Bocage La Caine, Maisoncelles-sur-Ajon, Montigny, Sainte-Honorine-du-Fay és Montillières-sur-Orne községekkel határos.

## Népesség
A település népességének változása:
| Lakosok száma | 72   | 89   | 97   | 122  | 112  | 115  | 123  | 126  | 126  | 113  |
|               | 1968 | 1982 | 1990 | 2006 | 2013 | 2015 | 2017 | 2019 | 2020 | 2022 |